# 토퍼 (영화)
토퍼(Topper)는 미국에서 제작된 노먼 Z. 맥레오드 감독의 1937년 코미디, 판타지, 멜로/로맨스 영화이다. 콘스탄스 베네트 등이 주연으로 출연하였고 할 로치 등이 제작에 참여하였다.

## 출연

### 주연
- 콘스탄스 베네트
- 캐리 그랜트

### 조연
- 로랜드 영
- 빌리 버크
- 앨런 모우브레이
- 유진 팔렛
- 아서 레이크
- 헤다 호퍼

## 제작진
- 원작자: 쏜 스미스
- 미술: 아서 I. 로이스
- 의상: 사무엘 레인지